# Pallavolo al XIV Festival olimpico estivo della gioventù europea
La pallavolo al XIV Festival olimpico estivo della gioventù europea si è disputata durante la XIV edizione del Festival olimpico della gioventù europea, che si è svolta a Győr, in Ungheria, nel 2017.

## Podi
| Evento                         | Oro    | Argento     | Bronzo |
| Pallavolo maschile (dettagli)  | Italia | Francia     | Russia |
| Pallavolo femminile (dettagli) | Italia | Bielorussia | Russia |